# Erdenet
Erdenet (mongolsky Эрдэнэт) je druhé největší město v Mongolsku a hlavní město Orchonského ajmagu. V roce 2006 v něm žilo 83 160 obyvatel. Podle neoficiálních údajů se zvýšil počet obyvatel na cca 150 000, což je dáno intenzivním přílivem obyvatel z venkovských oblastí.[zdroj⁠?!] Nachází se na severu země mezi řekami Selenga a Orchon gol ve vzdálenosti 240 km od hlavního města Ulánbátaru.
Město bylo založeno v roce 1975, když zde byla zahájena těžba největšího naleziště měděné rudy v Asii, objeveného v roce 1963 českým týmem geologické expedice vedené geologem Mojmírem Krauterem. Na objevu se podílel geolog Emanuel Komínek. Ve městě sídlí mongolská těžební společnost Erdenet, která je nejvýznamnějším podnikem ve městě. Její velký povrchový důl na měděnou a molybdenovou rudu se nalézá poblíž města. Ruda se dále zpracovává na koncentrát, který představuje hlavní část mongolského exportu.
Jako každý zásah do přírody však má těžba i svou negativní stránku, a tou jsou rizika spojená s těžbou a úpravou rudy a s depozicí odpadu, tj. možná kontaminace půd, povrchových a podzemních vod, vzdušná prašnost či vstup rizikových prvků do potravinového řetězce. Na řešení této problematiky je zaměřen projekt s názvem "Ekologický audit těženého ložiska Cu-Mo rud Erdenet, Mongolsko", který byl vypracován v rámci pomoci České republiky rozvojovým zemím (Official Development Assistance Programme of the Czech Republic).